# Saarinen (sjö i Reisjärvi, Norra Österbotten, Finland)
Saarinen eller Saarijärvi är en sjö i Finland. Den ligger i kommunen Reisjärvi i landskapet Norra Österbotten, i den centrala delen av landet, 400 km norr om huvudstaden Helsingfors. Saarinen ligger 113,8 meter över havet. Arean är 66,7 hektar och strandlinjen är 4,24 kilometer lång. Sjön  ingår i Kalajoki älvs huvudavrinningsområde.   I omgivningarna runt Saarinen växer i huvudsak blandskog.